# Архівна справа
Архі́вна спра́ва — галузь суспільної, державної та наукової діяльності, яка охоплює політико-правові, культурологічні та техніко-економічні аспекти збирання, зберігання, обліку і використання архівних документів, створення та функціонування архівних установ. 
Архівне діловодство складається з процедур, що значною мірою різняться з процедурами загального діловодства. Будь-яка архівна система в своєму функціоналі виробляє моделювання таких процедур з повним збереженням вимог, що пред'являються до них державним нормативним регулюванням. Можна виділити наступні основні процеси архівної справи:
- підготовка справ до передачі;
- експертиза цінності документів;
- передача і розміщення справ в архіві;
- виділення справ до знищення;
- виділення справ до передачі;
- видача справ і контроль повернення;
- підготовка архівних довідок і статистичної інформації.